# Ol Doinyo Lengai

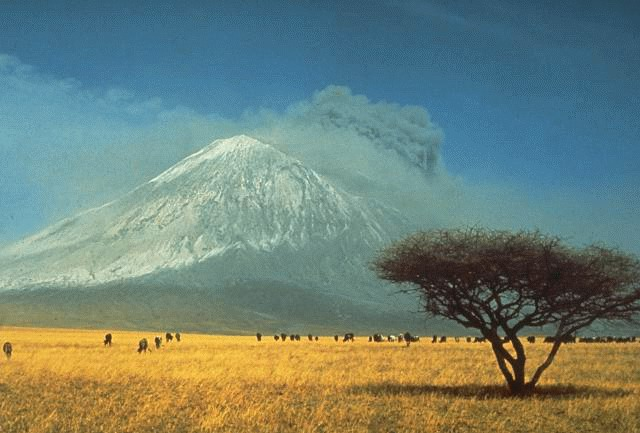
Ol Doinyo Lengai fotografiat în timpul erupției din 1966

 Ol Doinyo Lengai  este un stratovulcan situat în partea nordică a Tanzaniei, care face parte din lanțul de vulcani, activi și stinși, din Marele Rift African, situat în Africa de Est.

## Caracterizare
În limba tribului maasai acesta se numește  „Muntele lui Dumnezeu” . Acest vulcan se deosebește de ceilalți vulcani ai Pământului prin faptul că este singurul vulcan activ din lume care aduce la suprafață o substanță de tip carbonatit. În contact cu aerul umed se transformă în carbonat de sodiu (Na2CO3), în sodă de rufe).
Lacul Natron, situat la nord de Muntele Ol Doinyo Lengai, are apă bogată în sodă, ceea ce face ca plantele să lipsească. Aici există doar alge de culoare verzi-albastre care atrag numeroase păsări flamingo.

## A se vedea și
- Listă de vulcani din Tanzania

## Galerie de imagini

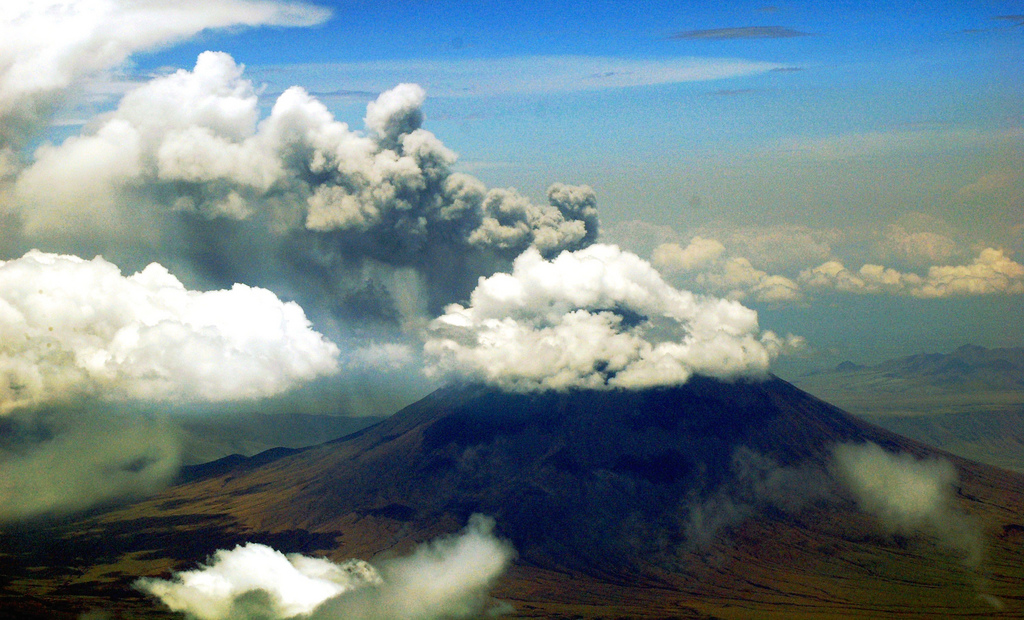
Vedere aeriană asupra erupţiei din martie 2008
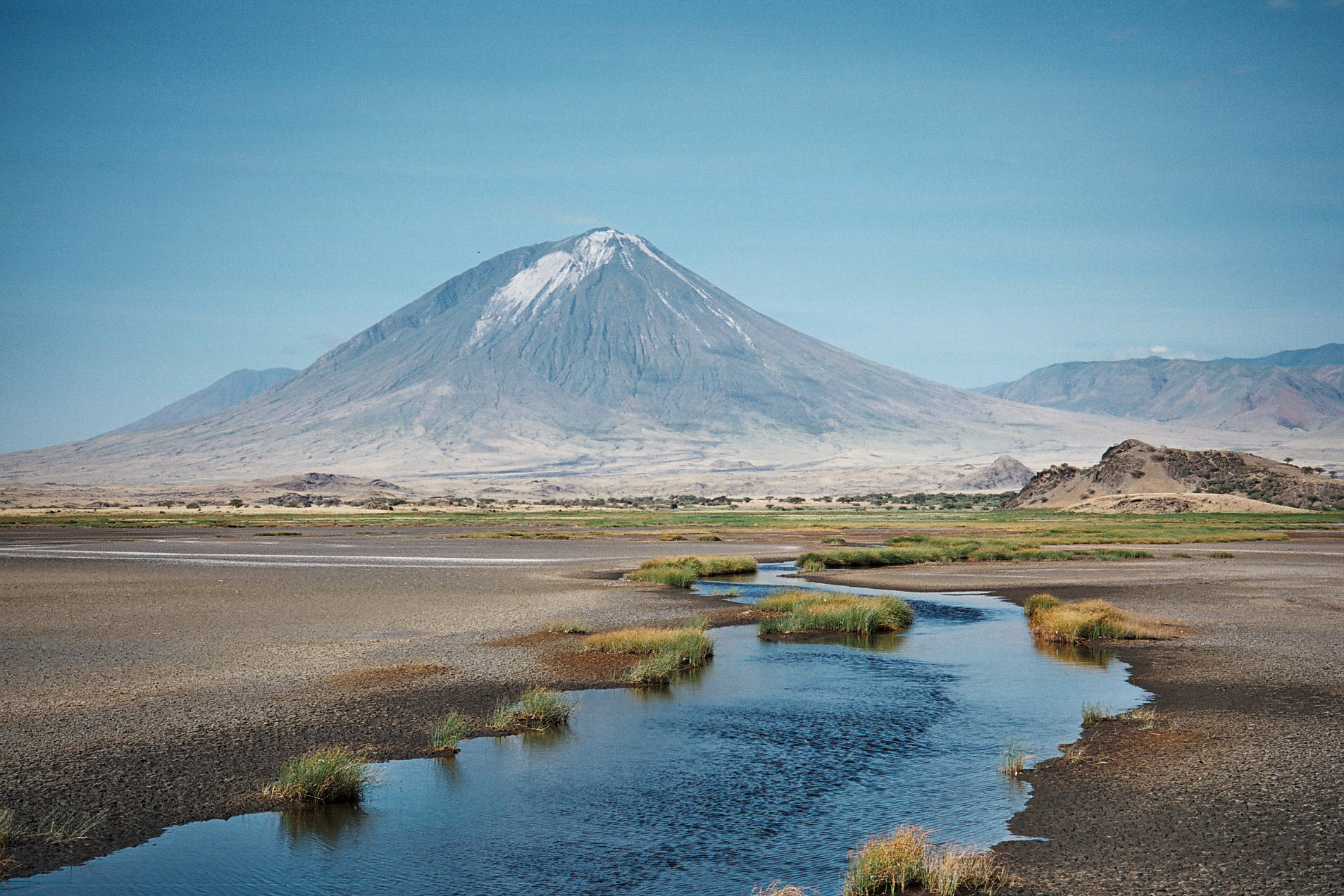
Lacul Natron văzut dinspre Muntele Ol Doinyo Lengai
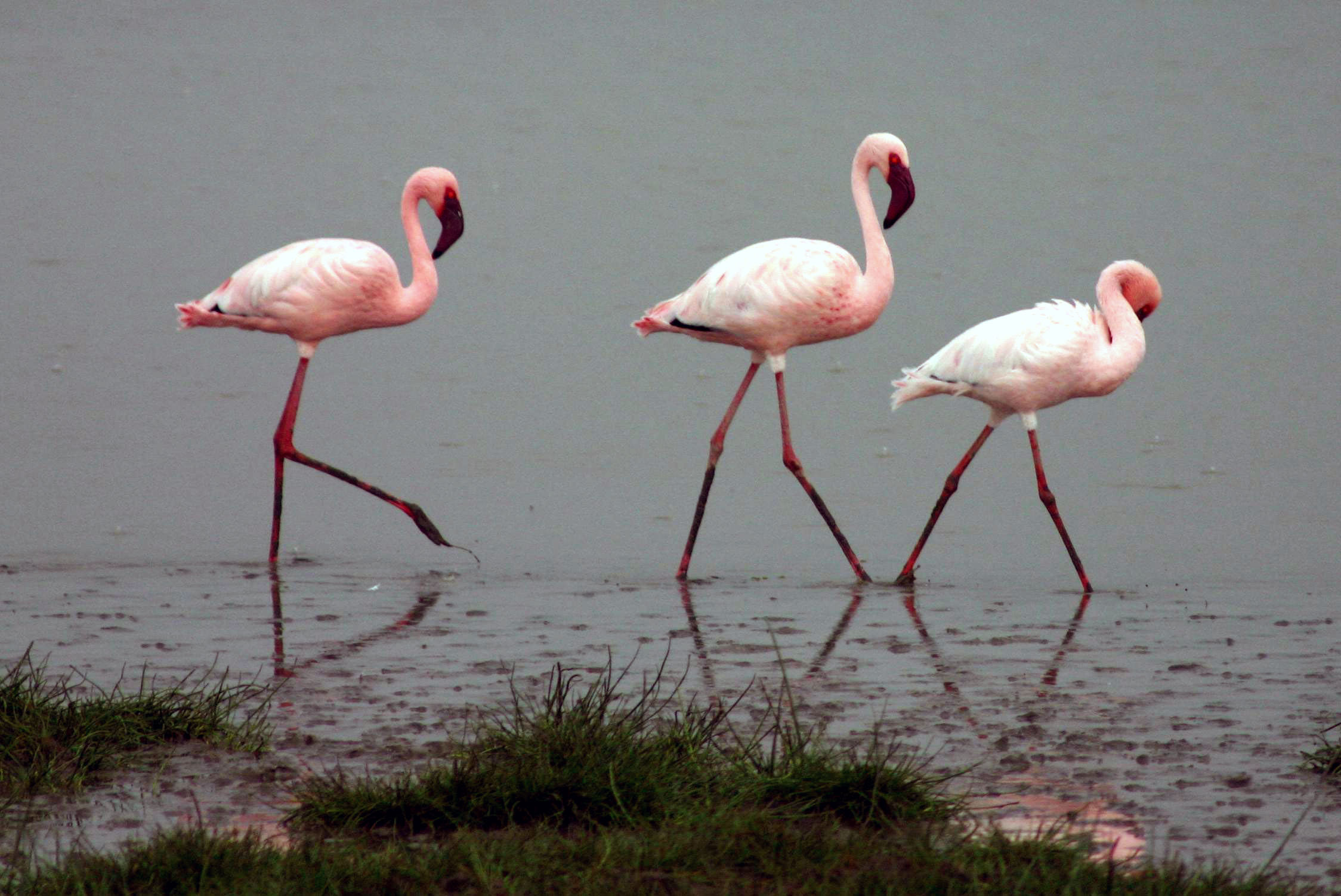
Păsări flamingo des întâlnite în vecinătatea Lacului Natron
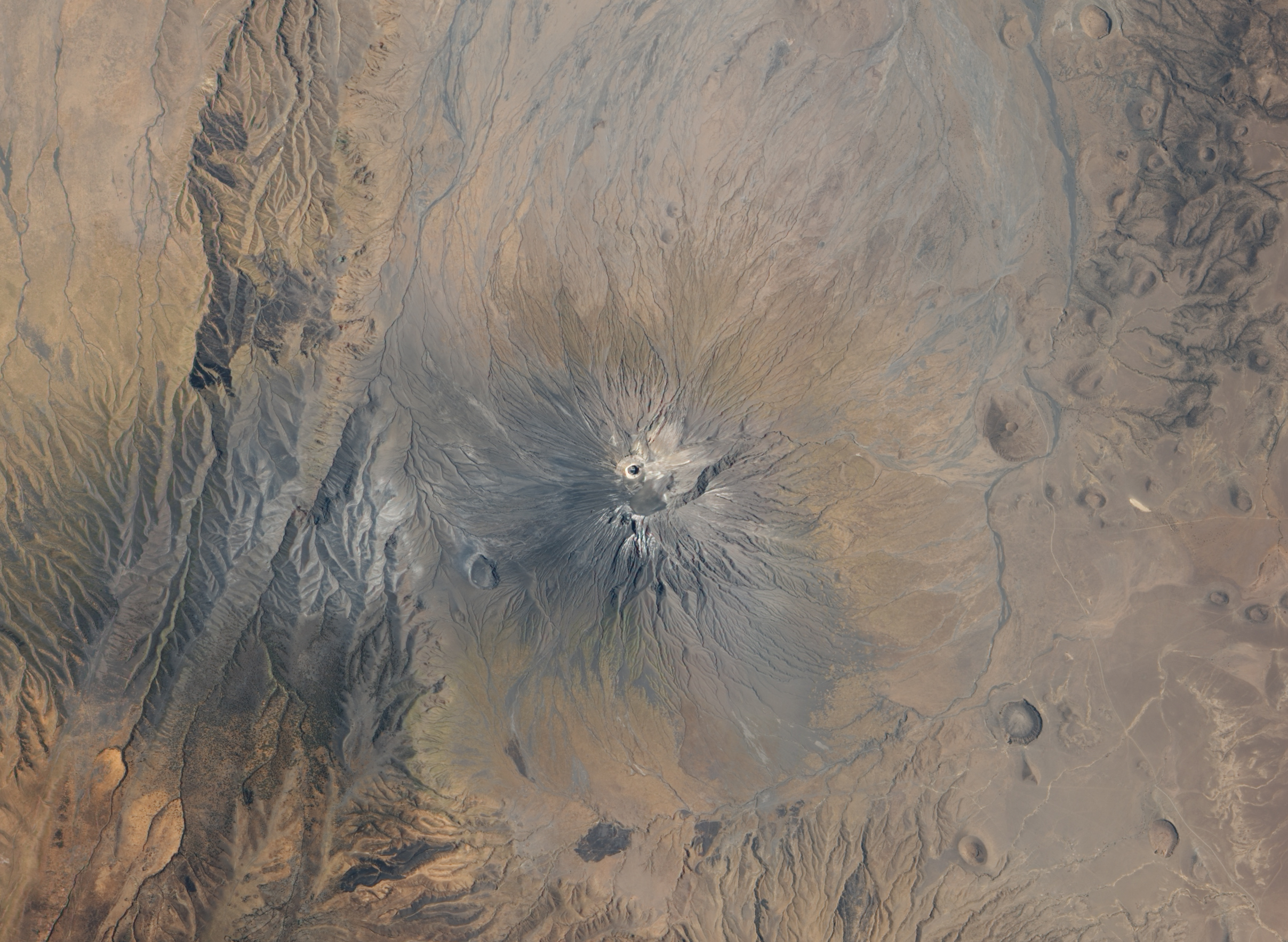
Ol Doinyo Lengai după o erupție explozivă
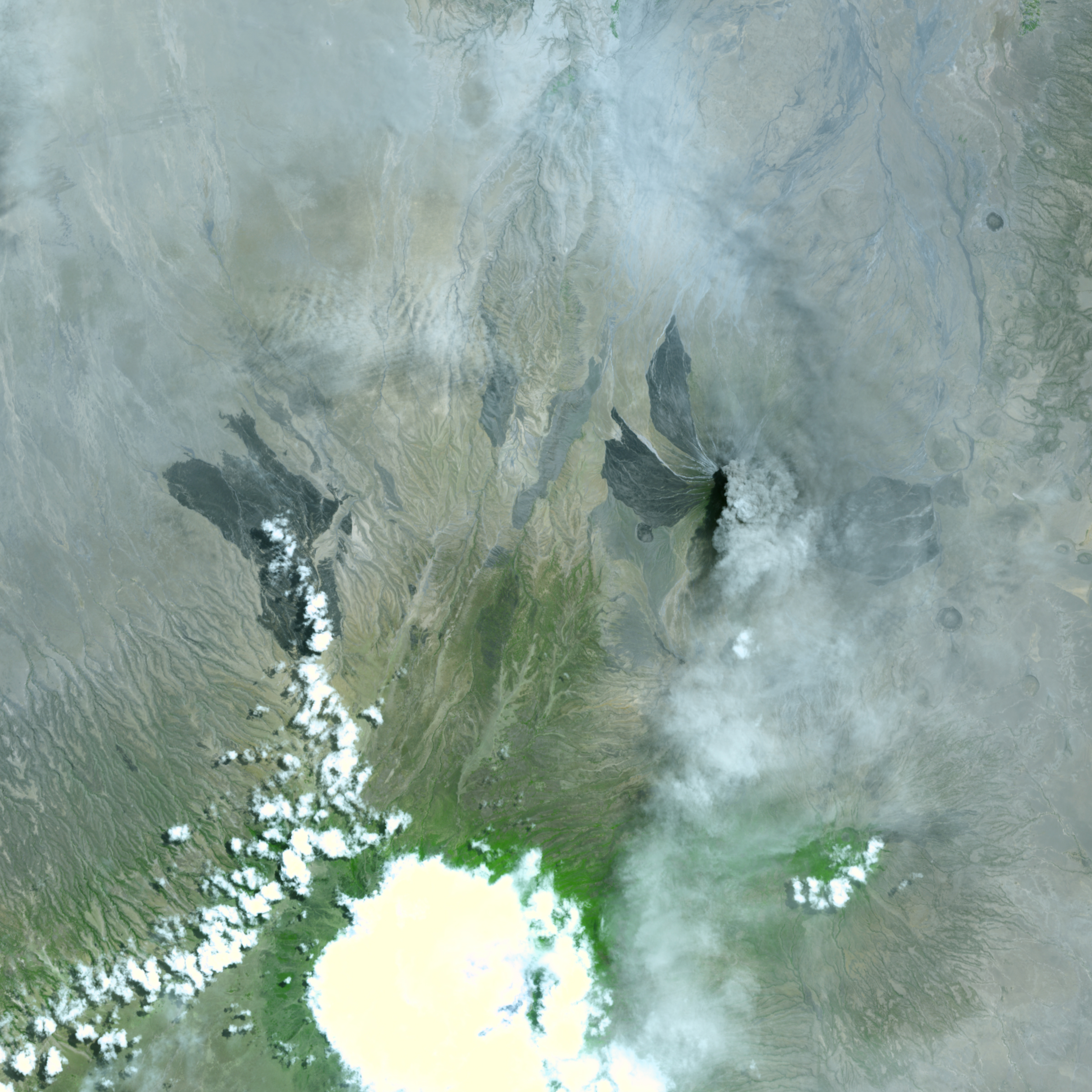
Imaginea vulcanului trimițând înspre sud nori de cenușă și abur
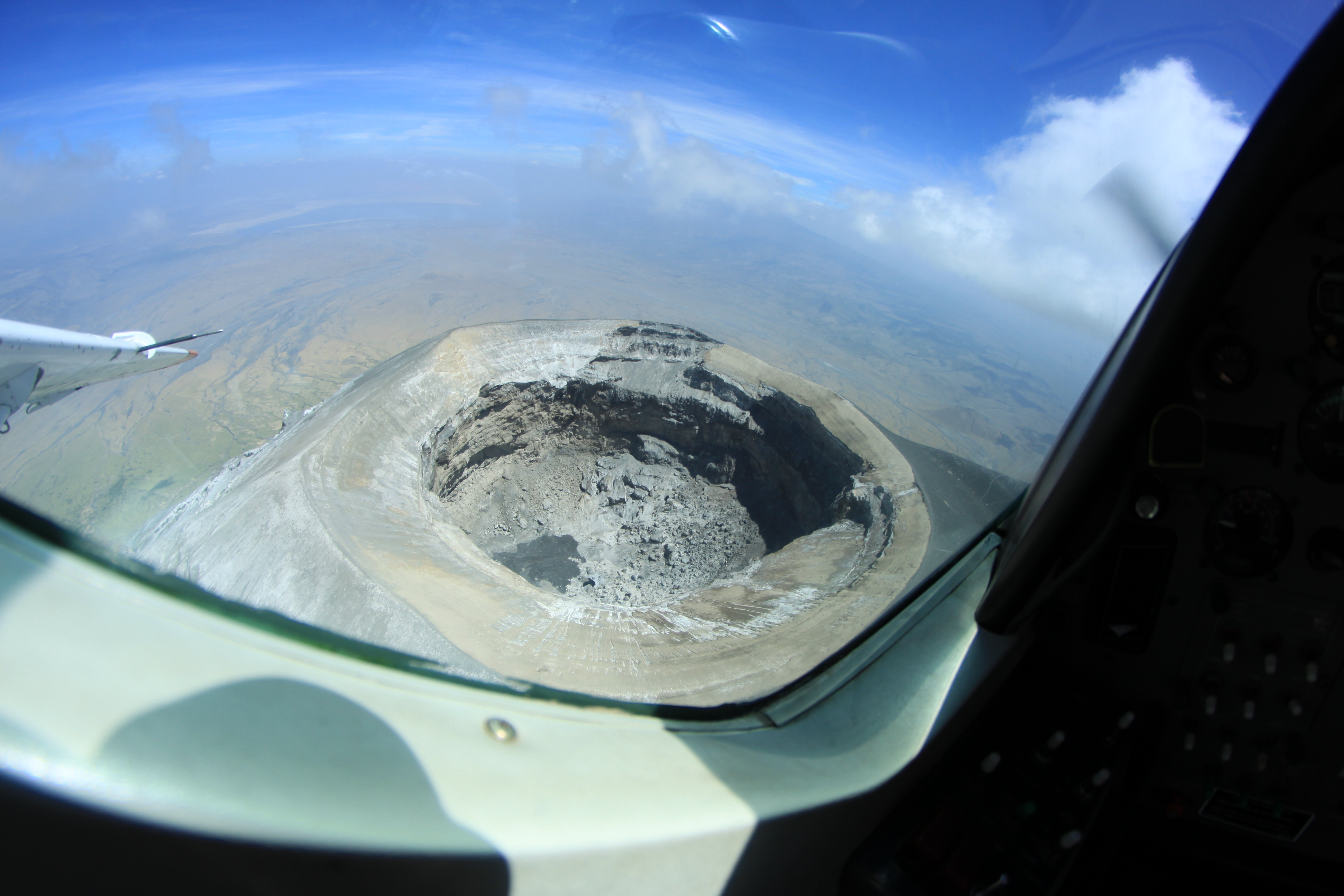
Fotografie aeriană a Oldoinyo Lengai în 2011
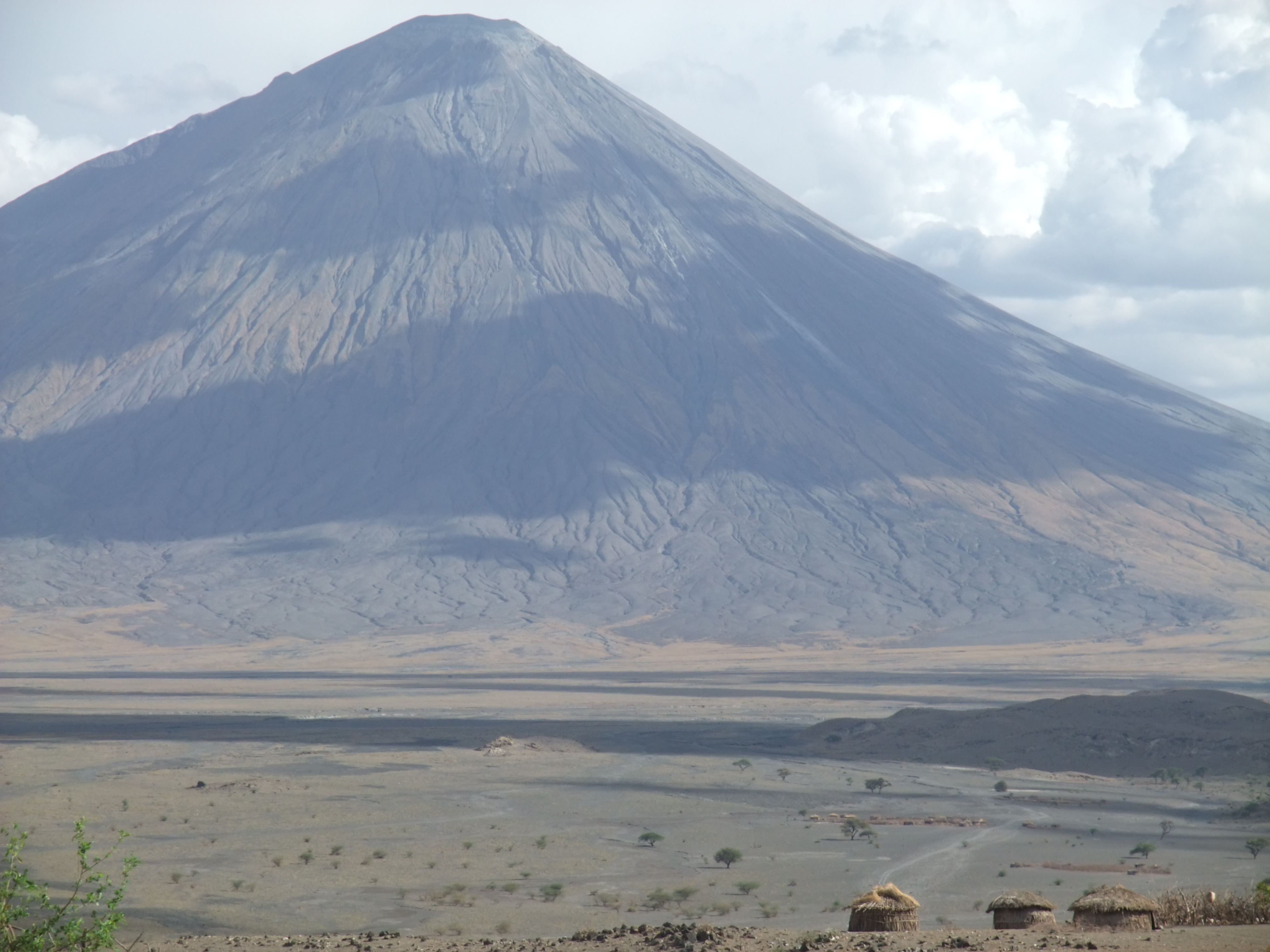
Ol Doinyo Lengai în octombrie 2011
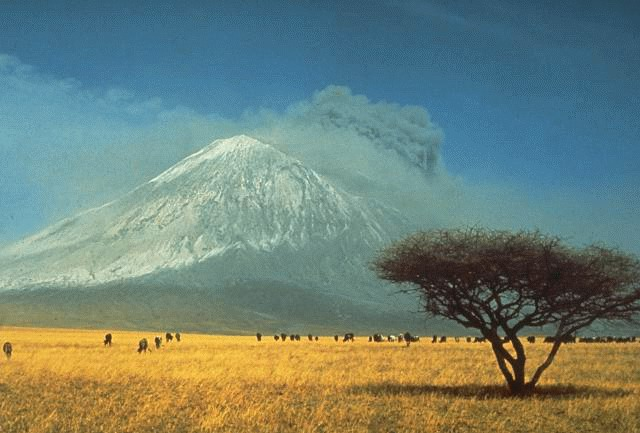
Imagine a erupției din 1966
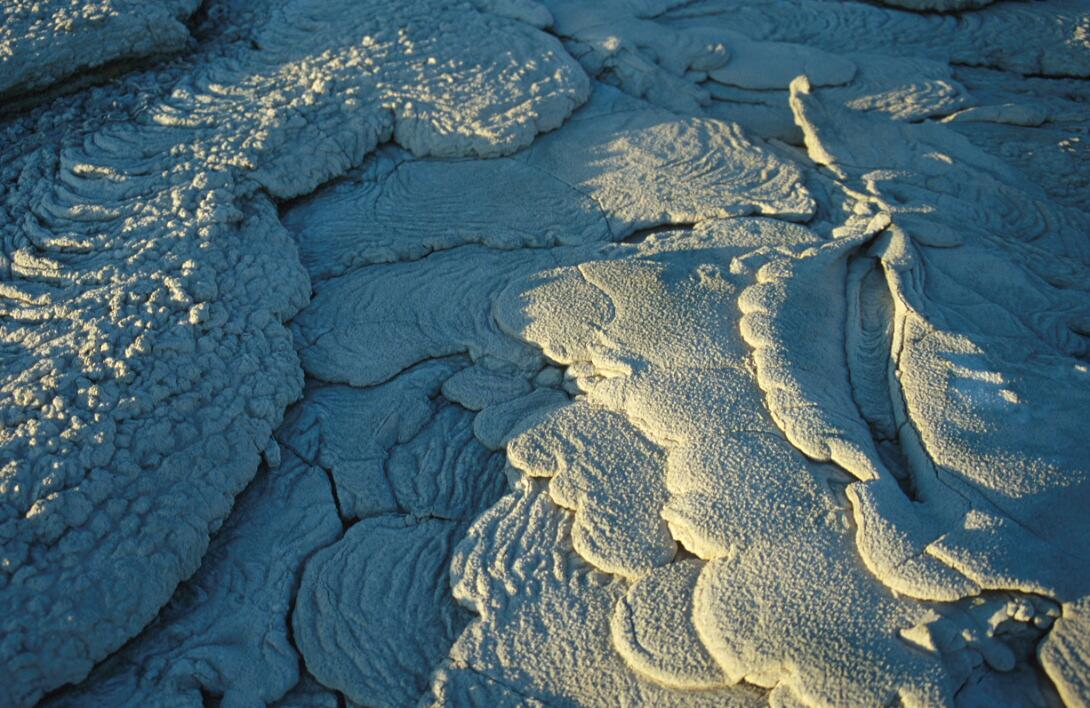
Lavă solidificată în craterul lui Ol Doinyo Lengai.
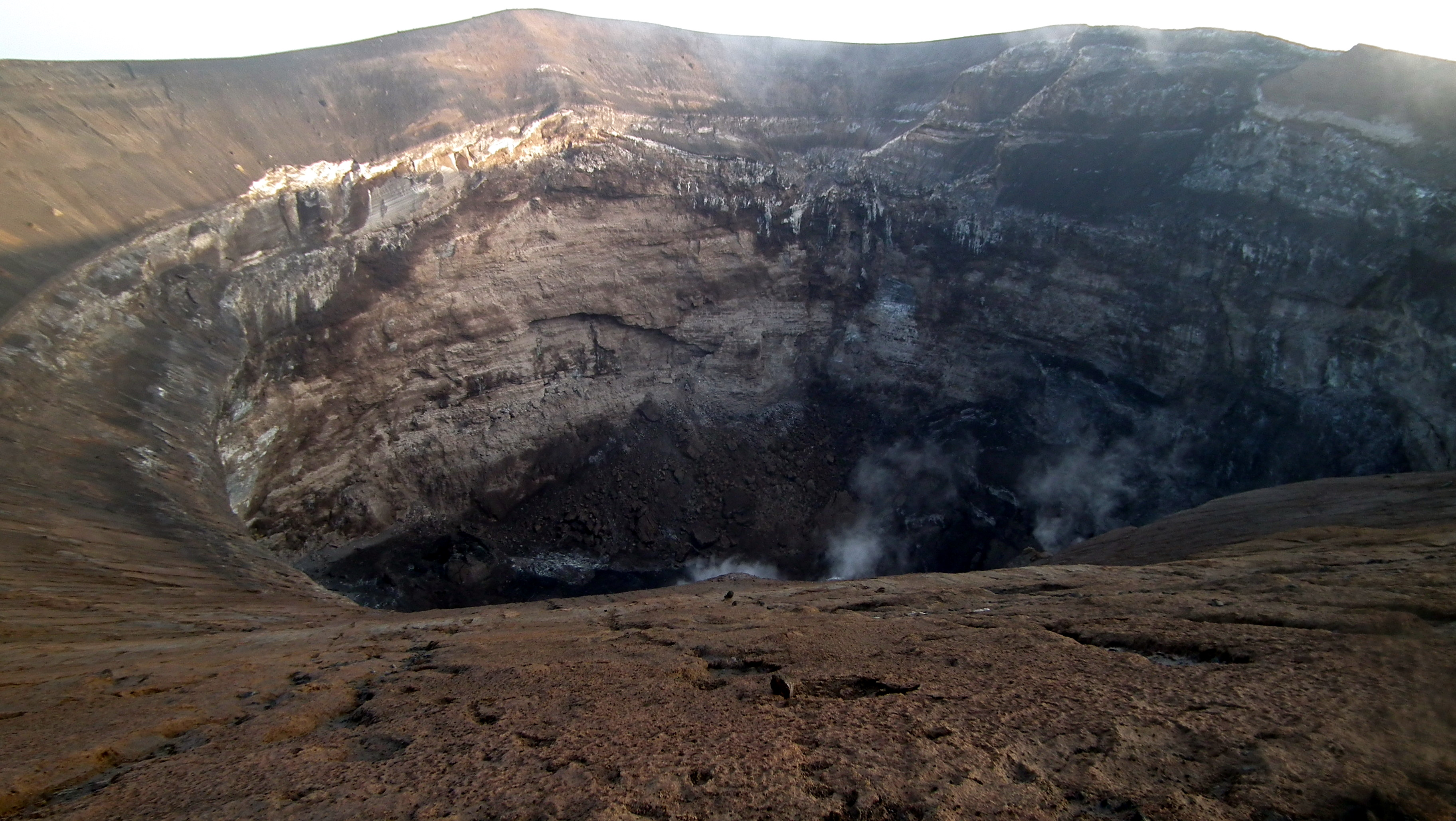
Craterul vulcanului Ol Doinyo Lengai în ianuarie 2011